# Philipp Ernst Raufseysen
Philipp Ernst Raufseysen (* 1743 in Danzig; † 21. Dezember 1775 in Neuruppin) war ein deutscher Schriftsteller.
Philipp Ernst Raufseysen war der Sohn eines Danziger Kaufmanns. Er studierte in Jena Philosophie, Geschichte und Literatur, wurde Mitglied der Deutschen Gesellschaft in Wittenberg und habilitierte sich 1766 in Greifswald. Hier betrieb er ein Studententheater.
Wegen Schulden musste er Greifswald heimlich verlassen und begab sich in militärische Dienste. Er wurde Sekretär des Generals Ewald Georg von Kleist. Nach dessen Tod 1768 wurde er gemeiner Soldat und verstarb 1775 im Lazarett. Auf Veranlassung seines Freundes, des Hauptmannes von Thadden, wurden 198 seiner Gedichte 1782 postum veröffentlicht.

## Werke
- Die besiegte Barbarei. Dramatisches Gedicht, Greifswald 1767
- Das Winzerfest. Singspiel, Leipzig
- Raufseysens Gedichte, nach dem Tode des Verfassers herausgegeben von G. Danowius. Berlin 1782 (Digitalisat), 2. Aufl.1792